# Rudi Assauer
Rudi Assauer (Sulzbach, 1944. április 30. – 2019. február 6.) német labdarúgó, edző, sportvezető.

## Pályafutása

### Játékosként
1953-ban az SpVgg Herten korosztályos csapatában kezdte a labdarúgást, ahol 1963-ban mutatkozott be az első csapatban. 1964 és 1970 között a Borussia Dortmund játékosa volt. A dortmundi csapattal 1965-ben nyugatnémet kupát, 1966-ban kupagyőztesek-Európa-kupáját nyert. 1970 és 1976 között a Werder Bremen csapatában szerepelt.

### Edzőként
1978–79-ben és 1980-ban a Werder Bremen, 1981-ben a Schalke 04 ideiglenes vezetőedzője volt.

## Sikerei, díjai
Borussia Dortmund
- Nyugatnémet bajnokság (Bundesliga)
  - 2.: 1965–66
- Nyugatnémet Kupa (DFB-Pokal)
  - győztes: 1965
- Kupagyőztesek Európa-kupája (KEK)
  - győztes: 1965–66